# 孔贝鲁热
孔贝鲁热（法語：Comberouger）是法国南部-比利牛斯大区 塔恩-加龙省的一个市镇，属于蒙托邦区 加罗纳河畔弗尔丹县。该市镇2009年时的人口 为280人。

## 人口
孔贝鲁热人口变化图示
| 数据来源：INSEE |

## 遗址和古迹

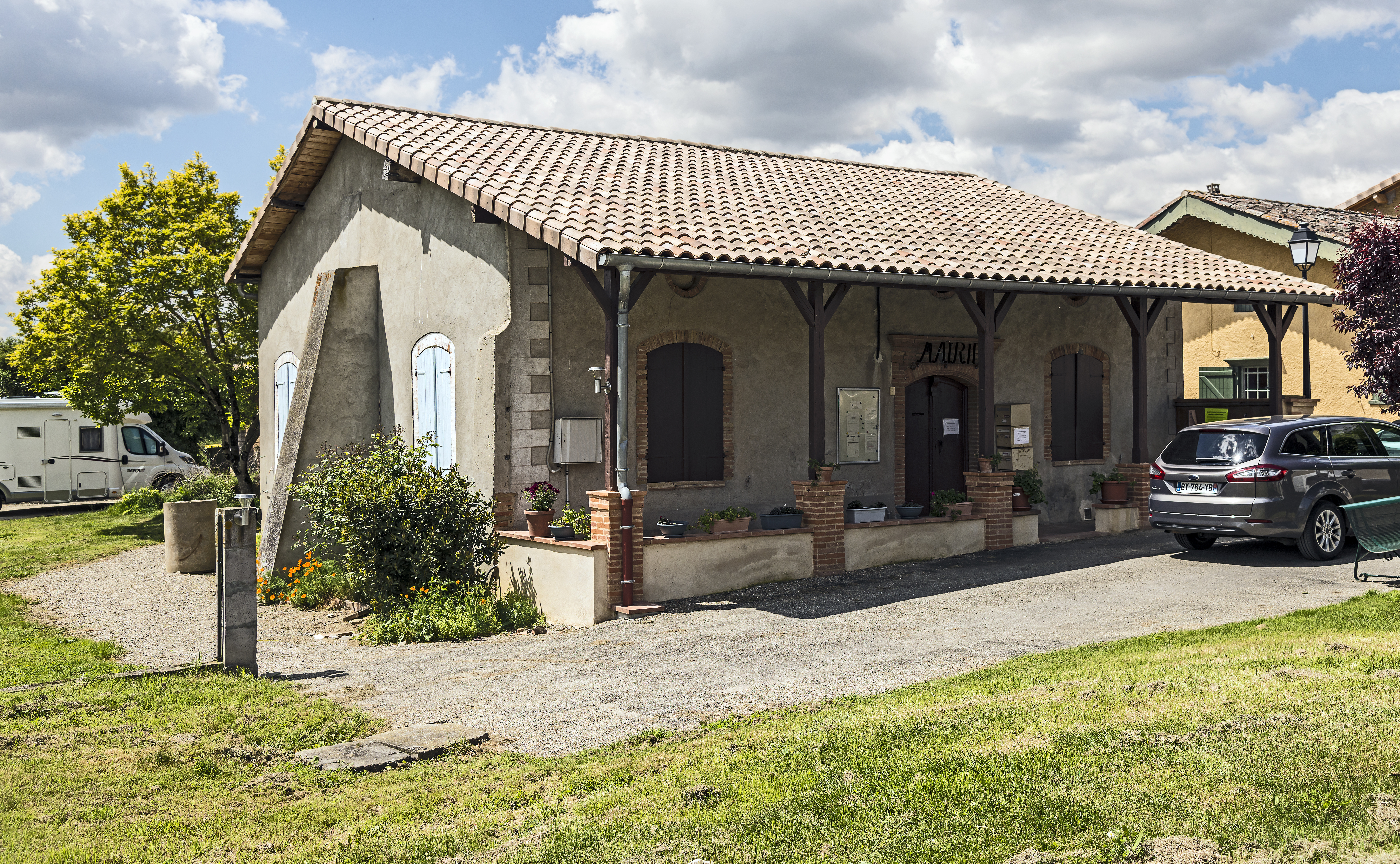
市政厅
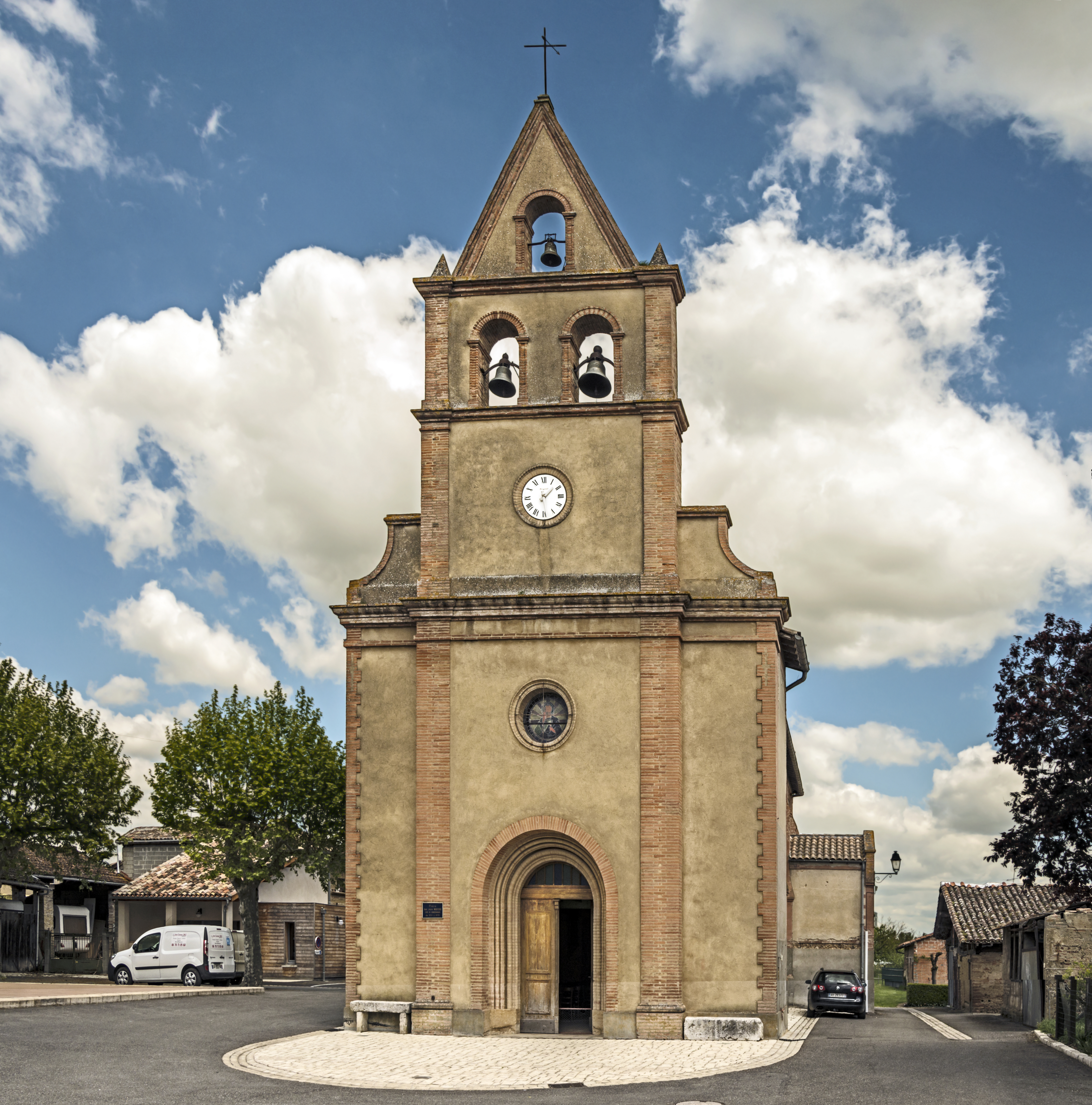
教堂
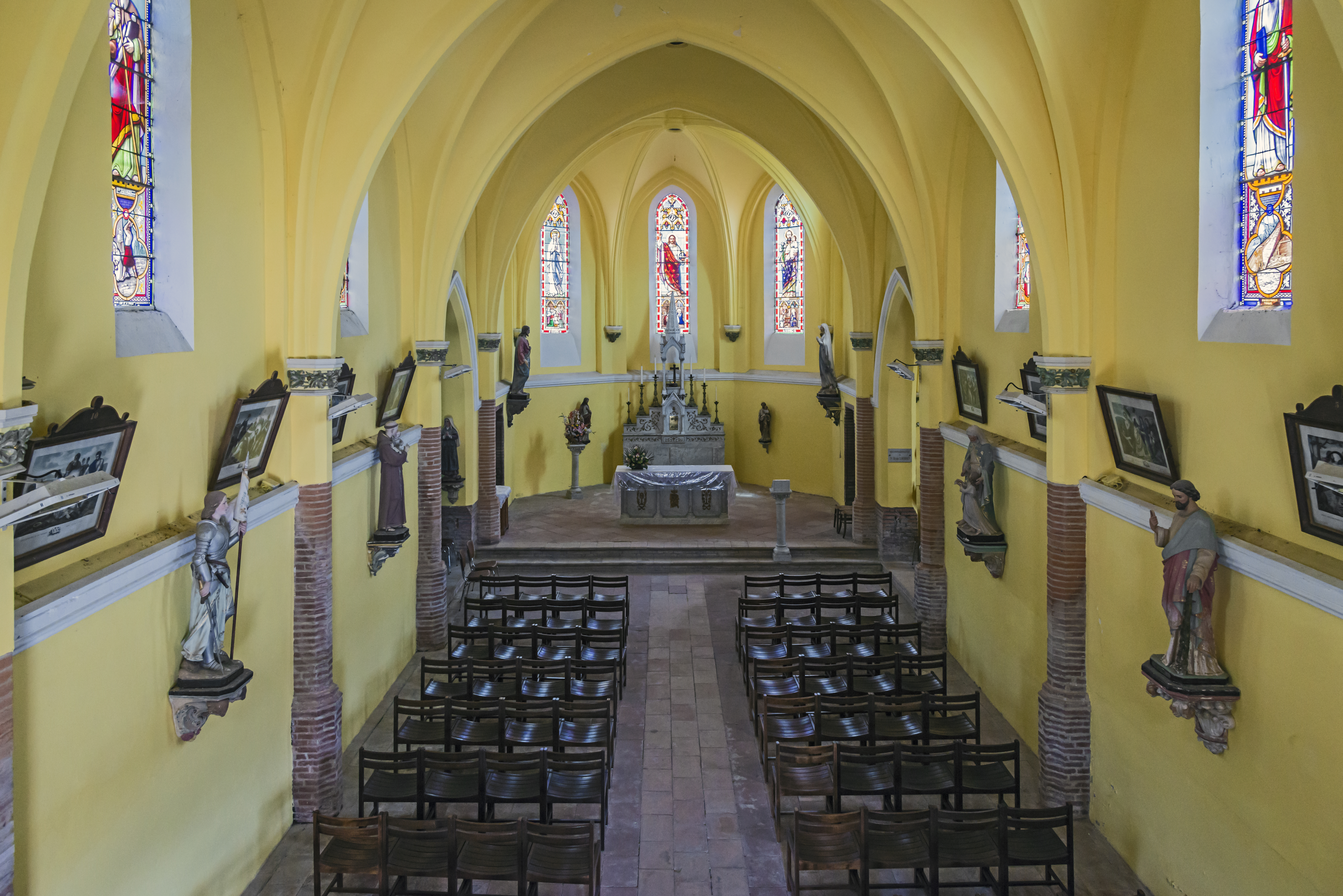
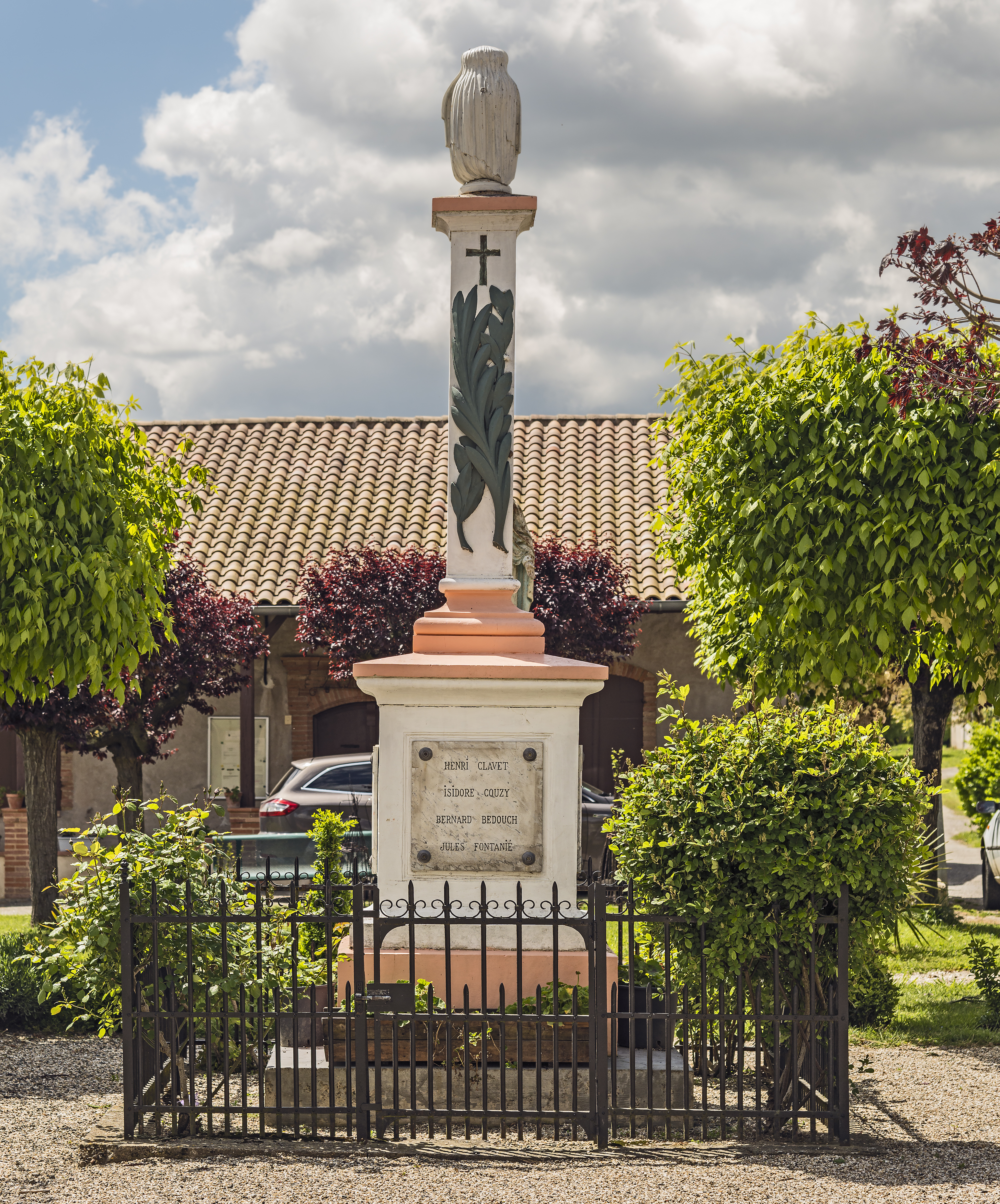
战争纪念馆